# Otto e mezzo (diciottesima edizione)
La diciottesima edizione del programma televisivo Otto e mezzo, composta da 244 puntate, è stata trasmessa sul canale televisivo LA7 dal 10 settembre 2018 al 29 giugno 2019.
L'edizione è condotta da Lilli Gruber e diretta da Massimiliano Moccia. Ogni puntata include Il Punto di Paolo Pagliaro.
Le puntate 218 e 219 sono eccezionalmente condotte da Giovanni Floris.
| nº  | Titolo                                        | Ospiti                                                                           | Prima TV          |
| --- | --------------------------------------------- | -------------------------------------------------------------------------------- | ----------------- |
| 1   | Di Battista, ritorno alle origini             | Alessandro Di Battista                                                           | 10 settembre 2018 |
| 2   | Di Maio-Salvini, amore eterno?                | Marco Travaglio, Gianrico Carofiglio                                             | 11 settembre 2018 |
| 3   | PD, opposizione alla Grillo                   | Elisabetta Gualmini, Diego Bianchi, Massimo Giannini                             | 12 settembre 2018 |
| 4   | Draghi attacca il governo                     | Maurizio Belpietro, Beppe Severgnini, Andrea Scanzi, Antonio Scurati             | 13 settembre 2018 |
| 5   | Salvini, rottamatore d'Europa                 | Barbara Serra, Paolo Mieli, Antonio Padellaro, Gene Gnocchi                      | 14 settembre 2018 |
| 6   | Piccoli Mussolini crescono                    | Anna Falcone, Antonio Scurati, Francesco Borgonovo                               | 15 settembre 2018 |
| 7   | Salvini-Di Maio, i conti non tornano          | Giovanni Floris, Aldo Cazzullo, Paolo Giordano, Silvana De Mari                  | 17 settembre 2018 |
| 8   | Di Maio a Tria: fuori i soldi                 | Marianna Aprile, Giampaolo Pansa, Corrado Formigli                               | 18 settembre 2018 |
| 9   | Manovra, sforare si può?                      | Giancarlo Giorgetti, Beppe Severgnini, Marco Travaglio                           | 19 settembre 2018 |
| 10  | Gli stipendi di Palazzo Chigi                 | Massimo Cacciari, Carlo Lucarelli, Massimo Giletti                               | 20 settembre 2018 |
| 11  | Salvini e Di Maio: prima gli italiani         | J-Ax, Alessandro Sallusti, Luca Telese                                           | 21 settembre 2018 |
| 12  | Fornero: perché vince Salvini                 | Elsa Fornero, Giovanni Orsina, Matteo Pucciarelli                                | 22 settembre 2018 |
| 13  | Salvini, stretta sugli immigrati              | Mario Morcone, Andrea Scanzi, Oscar Farinetti, Francesco Borgonovo               | 24 settembre 2018 |
| 14  | Renzi e i populisti al potere                 | Matteo Renzi, Antonio Padellaro                                                  | 25 settembre 2018 |
| 15  | Salvini - Di Maio, sfida a Tria?              | Veronica De Romanis, Armando Siri, Luca Telese                                   | 26 settembre 2018 |
| 16  | Manovra, Tria cede?                           | Irene Tinagli, Marco Damilano, Massimo Giletti                                   | 27 settembre 2018 |
| 17  | Chi paga la manovra del popolo                | Paolo Mieli, Massimo Giannini, Marco Travaglio                                   | 28 settembre 2018 |
| 18  | Più immigrati, più crimini?                   | Daniela Santanchè, Marzio Barbagli, Pierfrancesco Majorino                       | 29 settembre 2018 |
| 19  | Governo, manovra ad alto rischio              | Evelina Christillin, Guido Brera, Marco Travaglio                                | 1º ottobre 2018   |
| 20  | Di Maio-Salvini, insulti all'Europa           | Federico Pizzarotti, Gianrico Carofiglio, Andrea Scanzi                          | 2 ottobre 2018    |
| 21  | Governo: all'Europa insulti e promesse        | Anna Falcone, Pietrangelo Buttafuoco, Beppe Severgnini                           | 3 ottobre 2018    |
| 22  | PD, la sfida di Richetti                      | Matteo Richetti, Marco Damilano                                                  | 4 ottobre 2018    |
| 23  | La morale del reddito di cittadinanza         | Massimo Franco, Luca Telese, Elisa Serafini                                      | 5 ottobre 2018    |
| 24  | Dilemma a sinistra: Macron o Corbyn?          | Chiara Geloni, Sandro Gozi, Jan Zielonka                                         | 6 ottobre 2018    |
| 25  | Il governo grida al complotto                 | Mario Monti, Alessandro Sallusti, Massimo Giannini, Andrea Roventini             | 8 ottobre 2018    |
| 26  | Complotto, tocca a Bankitalia                 | Vittorio Sgarbi, Antonio Padellaro, Marianna Aprile                              | 9 ottobre 2018    |
| 27  | Governo, L'armata Brancaleone?                | Beppe Severgnini, Marco Travaglio                                                | 10 ottobre 2018   |
| 28  | Mattarella: il potere inebria                 | Paolo Mieli, Andrea Scanzi, Roberto Perotti                                      | 11 ottobre 2018   |
| 29  | Governo-Europa, scontro senza fine            | Corrado Augias, Luciano Canfora, Carlo Calenda                                   | 12 ottobre 2018   |
| 30  | Salvini-Di Maio, gemelli diversi              | Vittorio Sgarbi, Fabrizio D'Esposito, Luciano Capone                             | 13 ottobre 2018   |
| 31  | Pace fiscale, c'è l'accordo                   | Gianrico Carofiglio, Antonio Padellaro, Sebastiano Barisoni                      | 15 ottobre 2018   |
| 32  | Salvini-Di Maio, chi ha vinto                 | Maurizio Martina, Paolo Mieli, Luca Telese                                       | 16 ottobre 2018   |
| 33  | "La manovra non si cambia"                    | Giulio Tremonti, Massimo Franco, Marco Travaglio                                 | 17 ottobre 2018   |
| 34  | Governo e manovra, è caos                     | Massimo Cacciari, Massimo Giannini, Franco Bechis                                | 18 ottobre 2018   |
| 35  | Di Maio-Salvini, chi mente?                   | Marianna Aprile, Marco Travaglio, Alberto Brambilla                              | 19 ottobre 2018   |
| 36  | Meno migranti, più voti                       | Laura Boldrini, Antonella Boralevi, Francesco Borgonovo                          | 20 ottobre 2018   |
| 37  | Da Trento a Bruxelles, Salvini non si ferma   | Antonio Padellaro, Pietrangelo Buttafuoco, Marco Damilano, Paul Köllensperger    | 22 ottobre 2018   |
| 38  | Salvini-Di Maio, bocciati e contenti          | Massimiliano Fuksas, Luca Telese, Alessandro Sallusti                            | 23 ottobre 2018   |
| 39  | Lo spread spaventa il governo                 | Mariastella Gelmini, Marco Travaglio, Antonio Scurati                            | 24 ottobre 2018   |
| 40  | Draghi: allarme spread, banche a rischio      | Massimiliano Romeo, Beppe Severgnini, Sebastiano Barisoni                        | 25 ottobre 2018   |
| 41  | Italia sotto tiro, Di Maio attacca Draghi     | Emma Amiconi, Massimo Giannini, Andrea Scanzi, Francesco Borgonovo               | 26 ottobre 2018   |
| 42  | Sinistra, la lunga eclissi                    | Achille Occhetto, Marina Terragni, Fabrizio D'Esposito                           | 27 ottobre 2018   |
| 43  | Di Maio: siamo sotto attacco                  | Marianna Aprile, Nicola Gratteri, Marco Damilano, Monica Frassoni                | 29 ottobre 2018   |
| 44  | 5 Stelle, fronda anti Salvini                 | Gianrico Carofiglio, Diego Bianchi, Luca Telese                                  | 30 ottobre 2018   |
| 45  | 5 Stelle: condono o manette?                  | Alfonso Bonafede, Valeria Golino, Massimo Giannini                               | 31 ottobre 2018   |
| 46  | Manovra, allarme risparmi                     | Giovanni Floris, Elisabetta Gualmini, Marco Travaglio                            | 1º novembre 2018  |
| 47  | Salvini-Di Maio, il consenso cala             | Donatella Di Cesare, Alessandra Ghisleri, Andrea Scanzi                          | 2 novembre 2018   |
| 48  | Cosa c'entra il fascismo                      | Michela Murgia, Paola Tommasi, Paolo Mieli                                       | 3 novembre 2018   |
| 49  | Salvini tra fiducia e gossip                  | Antonio Padellaro, Beppe Severgnini, Stefano Zurlo                               | 5 novembre 2018   |
| 50  | Il governo delle divisioni                    | Raffaele Cantone, Andrea Scanzi, Alessandro Sallusti                             | 6 novembre 2018   |
| 51  | Salvini tra crisi e sicurezza                 | Matteo Salvini, Lucio Caracciolo                                                 | 7 novembre 2018   |
| 52  | Prescrizione rinviata, vince Salvini          | Giorgia Meloni, Massimo Giannini, Marco Travaglio                                | 8 novembre 2018   |
| 53  | Di Maio scarica la Raggi                      | Vittorio Sgarbi, Paolo Mieli, Francesca Donato                                   | 9 novembre 2018   |
| 54  | Salvini-Isoardi, politica o amore?            | Sofia Ventura, Tommaso Cerno, Filippo Ceccarelli                                 | 10 novembre 2018  |
| 55  | Giornalisti: sciacalli e puttane              | Silvia Sciorilli Borrelli, Patrizia Ghiazza, Andrea Scanzi, Alessandro Barbano   | 12 novembre 2018  |
| 56  | Governo, un nemico al giorno                  | Massimo Cacciari, Carlo Rossella, Pietrangelo Buttafuoco                         | 13 novembre 2018  |
| 57  | Europa, il governo va allo scontro            | Elisabetta Gualmini, Marco Damilano, Franco Bechis                               | 14 novembre 2018  |
| 58  | Salvini-Di Maio, dalla manina alla "ceppa"    | Veronica De Romanis, Ilaria Bifarini, Massimo Giannini                           | 15 novembre 2018  |
| 59  | Di Maio: Salvini crea tensioni                | Dori Ghezzi, Alessandro De Angelis, Marco Travaglio                              | 16 novembre 2018  |
| 60  | Una piazza contro Grillo                      | Roberta Castellina, Claudia Fusani, Tomaso Montanari                             | 17 novembre 2018  |
| 61  | Della Valle e l'incubo spread                 | Diego Della Valle, Sarah Varetto                                                 | 19 novembre 2018  |
| 62  | L'Italia sul Titanic?                         | Evelina Christillin, Innocenzo Cipolletta, Antonio Padellaro                     | 20 novembre 2018  |
| 63  | Monti e l'Italia bocciata                     | Mario Monti, Gianrico Carofiglio, Pietrangelo Buttafuoco                         | 21 novembre 2018  |
| 64  | Europa, il governo cede?                      | Massimo Giannini, Vittorio Sgarbi, Luca Telese                                   | 22 novembre 2018  |
| 65  | Il governo tratta ma non ritratta             | Mara Carfagna, Massimo Franco, Marco Travaglio                                   | 23 novembre 2018  |
| 66  | Inceneritori sì o no?                         | Stefano Buffagni, Emilio Del Bono                                                | 24 novembre 2018  |
| 67  | Manovra a rischio, elezioni vicine?           | Paolo Mieli, Franco Bechis, Andrea Scanzi                                        | 26 novembre 2018  |
| 68  | Il governo e le colpe dei padri               | Augusto Minzolini, Marco Travaglio, Sebastiano Barisoni                          | 27 novembre 2018  |
| 69  | Il governo e l'incognita Di Maio              | Laura Castelli, Luca Telese, Alessandro Sallusti                                 | 28 novembre 2018  |
| 70  | Salvini: stanno linciando Di Maio             | Massimo Giannini, Pietrangelo Buttafuoco, Valerio Mastandrea                     | 29 novembre 2018  |
| 71  | Berlusconi, nostalgia canaglia                | Massimo Cacciari, Sandro Veronesi, Tomaso Montanari                              | 30 novembre 2018  |
| 72  | Più sicurezza o più clandestini?              | Nicola Molteni, Pierfrancesco Majorino                                           | 1º dicembre 2018  |
| 73  | Di Maio e l'Italia che tiene famiglia         | Antonio Padellaro, Marco Damilano, Sebastiano Barisoni                           | 3 dicembre 2018   |
| 74  | Salvini di lotta, Conte di governo            | Alessandro De Angelis, Andrea Scanzi, Beppe Severgnini                           | 4 dicembre 2018   |
| 75  | Manovra, balletto senza fine                  | Armando Siri, Gianrico Carofiglio, Massimo Ghini                                 | 5 dicembre 2018   |
| 76  | Salvini-Di Maio, addio contratto?             | Patrizia De Luise, Massimo Giannini, Marco Travaglio                             | 6 dicembre 2018   |
| 77  | Salvini, Di Maio e l'Italia incattivita       | Sara Marcozzi, Silvia Sciorilli Borrelli, Corrado Augias                         | 7 dicembre 2018   |
| 78  | Governo, c'è chi dice no                      | Anna Cataldi, Augusto Minzolini, Alessandro De Angelis                           | 8 dicembre 2018   |
| 79  | Salvini, strategia contro Di Maio?            | Marianna Aprile, Andrea Scanzi, Alessandro Sallusti                              | 10 dicembre 2018  |
| 80  | Pd, Primarie con l'ombra di Renzi             | Graziano Delrio, Evelina Christillin, Marco Damilano                             | 11 dicembre 2018  |
| 81  | Manovra, resa o vittoria?                     | Carlo Bonomi, Pietrangelo Buttafuoco, Massimo Cacciari                           | 12 dicembre 2018  |
| 82  | Manovra, la retromarcia piace                 | Marco Travaglio, Sebastiano Barisoni, Massimo Franco                             | 13 dicembre 2018  |
| 83  | Pace a Bruxelles, lite a Roma?                | Irene Tinagli, Luca Telese, Pif                                                  | 14 dicembre 2018  |
| 84  | Giù le mani dall'Europa                       | Monica Frassoni, Andrea Venzon, Vincenzo Sofo                                    | 15 dicembre 2018  |
| 85  | Di Maio e la manovra dei sogni                | Antonio Padellaro, Beppe Severgnini, Oscar Giannino                              | 17 dicembre 2018  |
| 86  | La manovra è un giallo                        | Gianrico Carofiglio, Marco Damilano, Federico Pizzarotti                         | 18 dicembre 2018  |
| 87  | Di Maio-Salvini, Conte si prende la scena     | Marianna Aprile, Marco Travaglio, Massimo Giannini                               | 19 dicembre 2018  |
| 88  | Rottamata la Fornero?                         | Elsa Fornero, Lina Palmerini, Luca Telese                                        | 20 dicembre 2018  |
| 89  | Mattarella, l'antipopulista                   | Chiara Geloni, Paolo Mieli, Alessandro De Angelis                                | 21 dicembre 2018  |
| 90  | Il presepe è di destra o di sinistra?         | Massimo Franco, Francesco Anfossi, Francesco Borgonovo                           | 22 dicembre 2018  |
| 91  | 2019, europeisti o nazionalisti?              | Giovanni Floris, Marianna Aprile, Beppe Severgnini                               | 2 gennaio 2019    |
| 92  | TV e social, chi porta i voti?                | Caterina Balivo, Andrea Scanzi, Massimo Bernardini                               | 3 gennaio 2019    |
| 93  | Fascismo di ieri, fantasmi di oggi            | Alessandra Tarquini, Luciano Canfora, Pietrangelo Buttafuoco                     | 4 gennaio 2019    |
| 94  | Le parole del populismo                       | Federica Cacciola, Stefano Massini, Giuseppe Antonelli                           | 5 gennaio 2019    |
| 95  | Salvini-Di Maio, battibecco continuo          | Gianrico Carofiglio, Andrea Scanzi, Francesco Borgonovo                          | 7 gennaio 2019    |
| 96  | Salvini-Di Maio come Renzi-Boschi?            | Giulia Bongiorno, Luca Telese, Massimo Cacciari                                  | 8 gennaio 2019    |
| 97  | Migranti, Salvini sfida Conte                 | Manlio Di Stefano, Massimo Franco, Sebastiano Barisoni                           | 9 gennaio 2019    |
| 98  | Migranti: più Conte meno Salvini              | Matteo Richetti, Marco Travaglio, Alessandra Ghisleri                            | 10 gennaio 2019   |
| 99  | Baglioni e l'editto di Sanremo                | Sarina Biraghi, Pier Luigi Celli, Vittorio Sgarbi, Massimo Giannini              | 11 gennaio 2019   |
| 100 | Salvini e il voto degli ultrà                 | Michele Plastino, Paolo Berizzi, Francesco Borgonovo                             | 12 gennaio 2019   |
| 101 | I delitti di Battisti, lo show della politica | Alfonso Bonafede, Antonio Padellaro, Marco Damilano, Alessandro Sallusti         | 14 gennaio 2019   |
| 102 | Brexit, bocciato l'accordo                    | Marianna Aprile, Pietrangelo Buttafuoco, Beppe Severgnini                        | 15 gennaio 2019   |
| 103 | Battisti, bufera dello show                   | Luciano Canfora, Paolo Mieli, Franco Bechis, Luca Telese                         | 16 gennaio 2019   |
| 104 | Reddito e pensioni, si parte                  | Massimo Giannini, Massimo Franco, Luca Telese                                    | 17 gennaio 2019   |
| 105 | Pensioni, reddito e recessione                | Beatrice Faleri, Marco Travaglio, Alessandro De Angelis                          | 18 gennaio 2019   |
| 106 | Berlusconi e Grillo, chi va e chi viene       | Laura Ravetto, Susanna Turco, Fabrizio D'Esposito                                | 19 gennaio 2019   |
| 107 | È Calenda l'anti-Salvini?                     | Carlo Calenda, Massimo Franco, Corrado Formigli                                  | 21 gennaio 2019   |
| 108 | 5 Stelle: no a Macron, sì a Lino Banfi        | Lorenzo Fioramonti, Marianna Aprile, Andrea Scanzi                               | 22 gennaio 2019   |
| 109 | Conte all'attacco dell'Europa                 | Massimo Amato, Lucio Caracciolo, Francesco Borgonovo                             | 23 gennaio 2019   |
| 110 | Migranti, processo a Salvini                  | Gino Strada, Gianrico Carofiglio, Marco Travaglio                                | 24 gennaio 2019   |
| 111 | Dove ci porta il populismo                    | Enrica Perucchietti, Alberto Giacomo Forchielli, Beppe Severgnini                | 25 gennaio 2019   |
| 112 | L'Italia e il virus dell'odio                 | Donatella Di Cesare, Furio Colombo, Luigi Amicone, Gianluca Dradi                | 26 gennaio 2019   |
| 113 | Salvini, avviso ai 5 Stelle                   | Marianna Aprile, Antonio Padellaro, Alessandro Sallusti                          | 28 gennaio 2019   |
| 114 | Processo Salvini, dilemma Di Maio             | Irene Tinagli, Claudia Gerini, Marco Travaglio                                   | 29 gennaio 2019   |
| 115 | 5 Stelle, quanto costa salvare Salvini        | Evelina Christillin, Dino Giarrusso, Alessandro De Angelis                       | 30 gennaio 2019   |
| 116 | Governo, arriva la recessione                 | Mario Monti, Massimo Giannini, Luca Telese                                       | 31 gennaio 2019   |
| 117 | Trenta e il governo in difesa                 | Elisabetta Trenta, Antonio Padellaro, Beppe Severgnini                           | 1º febbraio 2019  |
| 118 | Europa: cosa vogliono gli italiani            | Stefania Chiale, Andrea Venzon, Carlo Fidanza                                    | 2 febbraio 2019   |
| 119 | Pensioni e reddito, la verità di Boeri        | Tito Boeri, Marco Damilano                                                       | 4 febbraio 2019   |
| 120 | Governo diviso, sinistra di più               | Pier Luigi Bersani, Paolo Mieli, Andrea Scanzi                                   | 5 febbraio 2019   |
| 121 | TAV, il governo nel tunnel                    | Graziano Delrio, Marco Travaglio                                                 | 6 febbraio 2019   |
| 122 | Anche i francesi si incazzano                 | Marianna Aprile, Luca Telese, Stefano Zurlo                                      | 7 febbraio 2019   |
| 123 | Di Maio-Macron, guerra suicida                | Massimo Cacciari, Lucio Caracciolo, Pietrangelo Buttafuoco                       | 8 febbraio 2019   |
| 124 | Le elite di ieri e oggi                       | Alfredo Ambrosetti, Claudia Torrisi, Sebastiano Caputo                           | 9 febbraio 2019   |
| 125 | Di Maio-Salvini, da Sanremo all'Abruzzo       | Gianrico Carofiglio, Antonio Padellaro, Alessandro De Angelis, Beppe Severgnini  | 11 febbraio 2019  |
| 126 | 5 Stelle, perdere voti o perdere l'onore?     | Elisabetta Gualmini, Marco Travaglio, Stefano Zurlo                              | 12 febbraio 2019  |
| 127 | Reddito e TAV, la Lega non ci sta             | Armando Siri, Corrado Formigli, Luca Telese                                      | 13 febbraio 2019  |
| 128 | Rissa alla Camera, tensione al governo        | Sarina Biraghi, Massimo Giannini, Andrea Scanzi                                  | 14 febbraio 2019  |
| 129 | Salvini, la parola alla rete                  | Anna Falcone, Marianna Aprile, Francesco Borgonovo                               | 15 febbraio 2019  |
| 130 | Le mani della mafia sui giovani               | Giuseppe Governale, Fiorenza Sarzanini, Saverio Lodato                           | 16 febbraio 2019  |
| 131 | I 5 Stelle al voto su Salvini                 | Massimo Cacciari, Marco Damilano, Andrea Scanzi, Claudio Cerasa                  | 18 febbraio 2019  |
| 132 | Salvini è salvo, Di Maio chissà               | Alfonso Bonafede, Gianrico Carofiglio, Alessandro Sallusti                       | 19 febbraio 2019  |
| 133 | Berlusconi, il cavaliere tradito              | Silvio Berlusconi, Massimo Giannini                                              | 20 febbraio 2019  |
| 134 | 5 Stelle, il prezzo del potere                | Elena Fattori, Marco Travaglio, Marco Damilano                                   | 21 febbraio 2019  |
| 135 | Razzismo, le colpe della politica             | Valeria Mancinelli, Roberto D'Agostino, Pietrangelo Buttafuoco, Angela Bedoni    | 22 febbraio 2019  |
| 136 | Le colpe dei padri ricadono sui figli?        | Umberto Galimberti, Augusto Minzolini, Fabrizio D'Esposito                       | 23 febbraio 2019  |
| 137 | 5 Stelle, un altro tracollo                   | Jasmine Trinca, Alessandro De Angelis, Luca Telese, Alessandro Sallusti          | 25 febbraio 2019  |
| 138 | PD e 5 Stelle, questione di leader            | Nicola Zingaretti, Evelina Christillin, Antonio Padellaro                        | 26 febbraio 2019  |
| 139 | Salvini-Di Maio, Landini all'attacco          | Maurizio Landini, Sebastiano Barisoni, Beppe Severgnini                          | 27 febbraio 2019  |
| 140 | I 5 Stelle e il problema Salvini              | Stefano Patuanelli, Alessandro Barbano, Marco Travaglio                          | 28 febbraio 2019  |
| 141 | Salvini, se il nord si arrabbia               | Alberto Bagnai, Marianna Aprile, Alessandro De Angelis                           | 1º marzo 2019     |
| 142 | Anche in radio prima gli italiani             | Alessandro Morelli, Ernesto Assante, Richard Heuzé                               | 2 marzo 2019      |
| 143 | PD, effetto Zingaretti                        | Lorella Cuccarini, Chiara Geloni, Paolo Mieli, Massimo Giannini                  | 4 marzo 2019      |
| 144 | Salvini-Di Maio, la fine del tunnel           | Donald Sassoon, Pietrangelo Buttafuoco, Andrea Scanzi                            | 5 marzo 2019      |
| 145 | Salvini-Di Maio, l'ultima mediazione          | Marianna Aprile, Massimo Franco, Marco Travaglio                                 | 6 marzo 2019      |
| 146 | TAV, il governo trema                         | Lucio Caracciolo, Augusto Minzolini, Luca Telese                                 | 7 marzo 2019      |
| 147 | Salvini-Di Maio, separati in casa             | Nadia Urbinati, Massimo Cacciari, Giovanni Floris                                | 8 marzo 2019      |
| 148 | Il sessismo al governo                        | Laura Boldrini, Chiara Gamberale, Luigi Amicone                                  | 9 marzo 2019      |
| 149 | Salvini-Di Maio, farsa sulla TAV              | Beppe Severgnini, Marco Damilano, Luca Telese                                    | 11 marzo 2019     |
| 150 | Il governo fra TAV e foto osé                 | Paolo Mieli, Carlo Verdelli                                                      | 12 marzo 2019     |
| 151 | Governo, la guerra delle poltrone             | Claudio Borghi, Massimo Nava, Marianna Aprile                                    | 13 marzo 2019     |
| 152 | Di Maio contro la "destra degli sfigati"      | Paolo Mieli, Massimo Giannini, Marco Travaglio                                   | 14 marzo 2019     |
| 153 | Renzi, il convitato di pietra                 | Matteo Renzi, Alessandro De Angelis                                              | 15 marzo 2019     |
| 154 | Effetto serra effetto guerra                  | Martina D'Arco, Paola Tommasi, Antonello Pasini                                  | 16 marzo 2019     |
| 155 | Di Maio scopre la Lega sessista               | Laura Laurenzi, Antonio Padellaro, Alessandro Sallusti                           | 18 marzo 2019     |
| 156 | Salvini: manette alle ONG                     | Massimo Giannini, Andrea Purgatori, Andrea Scanzi                                | 19 marzo 2019     |
| 157 | Tangenti, terremoto 5 Stelle                  | Elena Fattori, Corrado Formigli, Fiorenza Sarzanini, Stefano Zurlo               | 20 marzo 2019     |
| 158 | 5 Stelle, incubo corruzione                   | Riccardo Fraccaro, Marianna Aprile, Marco Travaglio                              | 21 marzo 2019     |
| 159 | TAV e Cina, Italia isolata                    | Michele Geraci, Massimo Cacciari, Pif                                            | 22 marzo 2019     |
| 160 | Famiglia, ritorno al medioevo                 | Viola Di Grado, Paola Di Nicola, Massimo Gandolfini                              | 23 marzo 2019     |
| 161 | Salvini pigliatutto                           | Nadia Urbinati, Massimo Giannini, Beppe Severgnini, Claudio Bisio                | 25 marzo 2019     |
| 162 | Salvini, centrodestra addio?                  | Giorgia Meloni, Marco Damilano, Andrea Scanzi                                    | 26 marzo 2019     |
| 163 | Governo fra pirati e recessione               | Anna Falcone, Claudio Cerasa, Pietrangelo Buttafuoco                             | 27 marzo 2019     |
| 164 | Legittima difesa, Salvini esulta              | Gianrico Carofiglio, Sarina Biraghi, Luca Telese                                 | 28 marzo 2019     |
| 165 | Oscurantisti di piazza e di governo           | Alessandro De Angelis, Marco Travaglio, Francesco Borgonovo                      | 29 marzo 2019     |
| 166 | Chi ha paura dei nuovi italiani               | Lucia Borgonzoni, Roberto Speranza                                               | 30 marzo 2019     |
| 167 | Salvini-Di Maio e lo scettro del comando      | Concita De Gregorio, Alessandro Sallusti, Maurizio De Giovanni                   | 1º aprile 2019    |
| 168 | Bersani, chi paga la recessione               | Pier Luigi Bersani, Evelina Christillin, Andrea Scanzi                           | 2 aprile 2019     |
| 169 | Quanti voti porta Calenda                     | Carlo Calenda, Massimo Cacciari, Massimo Franco                                  | 3 aprile 2019     |
| 170 | Governo, braccio di ferro sulle banche        | Mara Carfagna, Massimo Giannini, Marco Travaglio                                 | 4 aprile 2019     |
| 171 | Governo, un anno beautiful                    | Paolo Mieli, Marianna Aprile, Vittorio Sgarbi                                    | 5 aprile 2019     |
| 172 | Vendetta, porno vendetta                      | Giampiero Mughini, Jordan Foresi, Corinna De Cesare                              | 6 aprile 2019     |
| 173 | Pisapia, torna la sinistra che vinceva        | Giuliano Pisapia, Antonio Padellaro, Beppe Severgnini                            | 8 aprile 2019     |
| 174 | Governo, l'economia presenta il conto         | Marco Damilano, Claudio Cerasa, Luca Telese                                      | 9 aprile 2019     |
| 175 | Salvini-Di Maio e il bagno di realtà          | Monica Guerritore, Marco Travaglio, Sebastiano Barisoni                          | 10 aprile 2019    |
| 176 | Di Maio-Salvini, le pagelle di Monti          | Mario Monti, Daria Colombo, Antonio Padellaro                                    | 11 aprile 2019    |
| 177 | Fondo monetario, Italia nel mirino            | Marianna Aprile, Alessandro Cattelan, Luca Telese                                | 12 aprile 2019    |
| 178 | 5 Stelle nella rete di Casaleggio             | Manuela Perrone, Nicola Biondo, Francesco Piccinini                              | 13 aprile 2019    |
| 179 | Libia, 800mila pronti a partire               | Evelina Christillin, Gianrico Carofiglio, Pietrangelo Buttafuoco, Nadia Urbinati | 15 aprile 2019    |
| 180 | Migranti, militari contro Salvini             | Claudio Magris, Corrado Augias, Massimo Giannini                                 | 16 aprile 2019    |
| 181 | Il PD, dall'Umbria a Bruxelles                | Alessandra Moretti, Massimo Cacciari, Tomaso Montanari                           | 17 aprile 2019    |
| 182 | Siri e Raggi, il governo delle ritorsioni     | Manuela Perrone, Marco Travaglio, Beppe Severgnini                               | 18 aprile 2019    |
| 183 | 5 Stelle a sinistra per risalire              | Alessandro De Angelis, David Parenzo, Andrea Scanzi                              | 19 aprile 2019    |
| 184 | Scalfari e l'Italia che cambia                | Eugenio Scalfari, Paolo Mieli                                                    | 20 aprile 2019    |
| 185 | Come uscire dal buco nero                     | Corinna De Cesare, Carlo Rovelli, Vito Mancuso                                   | 22 aprile 2019    |
| 186 | Di Maio dà buca, l'ira di Salvini             | Marianna Aprile, Vittorio Sgarbi, Antonio Padellaro                              | 23 aprile 2019    |
| 187 | Salvini-Di Maio, nemici come prima            | Luca Telese, Beppe Severgnini, Alessandro Sallusti                               | 24 aprile 2019    |
| 188 | 25 aprile: piazze piene e governo diviso      | Anna Falcone, Massimo Giannini, Massimo De Manzoni                               | 25 aprile 2019    |
| 189 | Caso Siri o caso Salvini?                     | Lucia Borgonzoni, Elisabetta Gualmini, Marco Travaglio                           | 26 aprile 2019    |
| 190 | L'Europa nel mirino                           | Elena Grandi, Francesca Donato, Benedetto Della Vedova, Marco Rizzo              | 27 aprile 2019    |
| 191 | La Rai senza filtri sul Duce                  | Gianrico Carofiglio, Andrea Scanzi, Stefano Zurlo                                | 29 aprile 2019    |
| 192 | Governo: bene il PIL, male i sondaggi         | Paolo Mieli, Antonio Padellaro, Federico Pizzarotti                              | 30 aprile 2019    |
| 193 | Il primo maggio contro l'orda nera            | Marianna Aprile, Vittorio Sgarbi, Paolo Berizzi                                  | 1º maggio 2019    |
| 194 | Caso Siri, vince Di Maio?                     | Luigi Di Maio, Marco Damilano                                                    | 2 maggio 2019     |
| 195 | Siri, il caso non è chiuso                    | Luisa Todini, Massimo Giannini, Marco Travaglio                                  | 3 maggio 2019     |
| 196 | Sciogliere CasaPound?                         | Giancarlo De Cataldo, Patrizia Berlenghini, Marco Gervasoni                      | 4 maggio 2019     |
| 197 | Governo, c'è vita dopo gli insulti?           | Marianna Aprile, Massimo Cacciari, Massimo Franco                                | 6 maggio 2019     |
| 198 | Governo tra Siri e conti in rosso             | Donald Sassoon, Antonio Padellaro, Alessandro Sallusti                           | 7 maggio 2019     |
| 199 | La prima sconfitta di Salvini                 | Matteo Salvini, Alessandro De Angelis                                            | 8 maggio 2019     |
| 200 | Salvini-Di Maio e il saloon del libro         | Sylvie Goulard, Paolo Mieli, Marco Travaglio                                     | 9 maggio 2019     |
| 201 | Conte: Salvini illusione ottica               | Mario Monti, Silvia Candiani, Giovanni Floris                                    | 10 maggio 2019    |
| 202 | L'Europa come nel 1933?                       | Elisabetta Gardini, Siegmund Ginzberg, Pierfrancesco Majorino                    | 11 maggio 2019    |
| 203 | Un referendum su Salvini?                     | Laura Boldrini, Gianrico Carofiglio, Alessandro Sallusti                         | 13 maggio 2019    |
| 204 | Di Maio-Salvini, nuovo round                  | Beppe Severgnini, Andrea Scanzi, Alberto Giacomo Forchielli                      | 14 maggio 2019    |
| 205 | Salvini tra spread e Putin                    | Evelina Christillin, Massimo Giletti, Claudio Gatti                              | 15 maggio 2019    |
| 206 | Salvini-Di Maio, chi insulta di più           | Marco Travaglio, Oscar Farinetti, Concita De Gregorio                            | 16 maggio 2019    |
| 207 | Calenda nella piazza di Salvini               | Carlo Calenda, Luca Telese, Roberto Vecchioni                                    | 17 maggio 2019    |
| 208 | Referendum sull'Europa                        | Paolo De Castro, Renate Holzeisen, Silvia Prodi, Vincenzo Sofo                   | 18 maggio 2019    |
| 209 | Meloni: avviso a Salvini                      | Giorgia Meloni, Massimo Franco                                                   | 20 maggio 2019    |
| 210 | L'ultimo appello di Berlusconi tradito        | Antonio Tajani, Massimo Giannini, Marco Travaglio                                | 21 maggio 2019    |
| 211 | Zingaretti alla prova del fuoco               | Nicola Zingaretti, Alessandro Sallusti                                           | 22 maggio 2019    |
| 212 | Di Maio: Salvini vuol far cadere il governo   | Matteo Salvini, Marianna Aprile                                                  | 23 maggio 2019    |
| 213 | Di Maio e il sorpasso di Salvini              | Luigi Di Maio, Sebastiano Barisoni                                               | 24 maggio 2019    |
| 214 | Il web e la pornopolitica                     | Michela Marzano, Zuzu, Roberto D'Agostino                                        | 25 maggio 2019    |
| 215 | Salvini-Di Maio: ribaltone                    | Marianna Aprile, Massimo Giannini, Marco Travaglio, Alessandro Sallusti          | 27 maggio 2019    |
| 216 | 5 Stelle, processo a Di Maio                  | Massimo Cacciari, Beppe Severgnini, Andrea Scanzi                                | 28 maggio 2019    |
| 217 | Se cade Di Maio cade il governo               | Mario Monti, Stefano Zurlo, Gad Lerner                                           | 29 maggio 2019    |
| 218 | Di Maio salvato dai click                     | Gianrico Carofiglio, Andrea Scanzi, Alessandro Sallusti                          | 30 maggio 2019    |
| 219 | Il governo e la lettera anonima               | Carlo Calenda, Marianna Aprile, Pietro Senaldi                                   | 31 maggio 2019    |
| 220 | La sinistra al tempo della destra             | Chiara Geloni, Paolo Mieli, Alessandro De Angelis                                | 1º giugno 2019    |
| 221 | Governo a un passo dalla crisi                | Marianna Aprile, Alessandro Sallusti, Antonio Padellaro, Pino Corrias            | 3 giugno 2019     |
| 222 | Salvini-Di Maio, tregua armata                | John Micklethwait, Beppe Severgnini, Annalisa Cuzzocrea                          | 4 giugno 2019     |
| 223 | Salvini e l'Italia bocciata                   | Matteo Salvini, Massimo Franco                                                   | 5 giugno 2019     |
| 224 | Il paese delle toghe sporche                  | Fiorenza Sarzanini, Massimo Giannini, Marco Travaglio                            | 6 giugno 2019     |
| 225 | Vince la sinistra anti-migranti               | Lella Costa, Claudio Cerasa, Luca Telese                                         | 7 giugno 2019     |
| 226 | Il governo del cambiamento: ma quale?         | Massimiliano Fuksas, Cristina Pozzi, Antonio Ferrari                             | 8 giugno 2019     |
| 227 | Veltroni e l'Italia a rischio                 | Walter Veltroni, Andrea Scanzi                                                   | 10 giugno 2019    |
| 228 | UE: l'Italia diventa un'emergenza             | Innocenzo Cipolletta, Gianrico Carofiglio, Marco Travaglio                       | 11 giugno 2019    |
| 229 | Arata, l'antimafia convoca Salvini            | Nicola Morra, Marco Damilano, Alessandro Sallusti                                | 12 giugno 2019    |
| 230 | In corteo con la CGIL, nell'urna con la Lega  | Maurizio Landini, Massimo Giannini, Marco Travaglio                              | 13 giugno 2019    |
| 231 | Fermate il Capitano Ultimo                    | Sergio De Caprio, Pino Corrias, Giovanni Bianconi                                | 14 giugno 2019    |
| 232 | Salvini riparte dalla guerra ai migranti      | Lucia Borgonzoni, Antonella Boralevi, Furio Colombo                              | 15 giugno 2019    |
| 233 | PD, un'altra scissione?                       | Marianna Aprile, Massimo Cacciari, Ettore Rosato                                 | 17 giugno 2019    |
| 234 | Salvini fa l'americano                        | Gianrico Carofiglio, Beppe Severgnini, Andrea Scanzi                             | 18 giugno 2019    |
| 235 | I 5 Stelle e la carta Di Battista             | Alessandro Di Battista, Alessandro De Angelis                                    | 19 giugno 2019    |
| 236 | Salvini minaccia, Conte negozia               | Corrado Formigli, Marco Travaglio, Sebastiano Barisoni                           | 20 giugno 2019    |
| 237 | Salvini, scontro totale con l'Europa?         | Evelina Christillin, Ferruccio de Bortoli, Giancarlo De Cataldo                  | 21 giugno 2019    |
| 238 | Son tornati gli squadristi?                   | Valerio Carocci, Paolo Berizzi, Edoardo Sylos Labini                             | 22 giugno 2019    |
| 239 | Olimpiadi: vince l'Italia del sì              | Giampaolo Pansa, Paolo Mieli, Vittorio Sgarbi, Lucio Caracciolo                  | 24 giugno 2019    |
| 240 | Governo, Salvini detta l'agenda               | Massimo Giannini, Luca Telese, Gianrico Carofiglio                               | 25 giugno 2019    |
| 241 | La Capitana contro il Capitano                | Annalisa Cuzzocrea, Massimo Cacciari, Antonio Padellaro, Massimo De Manzoni      | 26 giugno 2019    |
| 242 | I migranti e le due propagande                | Massimo Franco, Alessandro De Angelis, Marco Travaglio                           | 27 giugno 2019    |
| 243 | L'Italia dei ponti, L'Italia dei muri         | Marianna Aprile, Beppe Severgnini, Andrea Purgatori, Andrea Scanzi               | 28 giugno 2019    |
| 244 | Scalfari e l'incognita Italia                 | Eugenio Scalfari, Paolo Mieli                                                    | 29 giugno 2019    |